# Johannes Schlaf
Johannes Schlaf, plus connu sous le pseudonyme de Bjarne P. Holmsen (né à Querfurt le 21 juin 1862, mort le 2 février 1941), est un écrivain, traducteur, et dramaturge allemand, qui a introduit le naturalisme en Allemagne.